# Puerto de Tauranga
El Puerto de Tauranga (en inglés: Port of Tauranga) es el puerto de Tauranga, Nueva Zelanda. Es el puerto más grande del país en términos de volumen total de carga, y el segundo más grande en términos de movimiento de contenedores. El puerto es operado por el puerto de Tauranga Ltd (de NZX: POT).  El puerto está situado en un puerto natural protegido por el Monte Maunganui y la isla Matakana, y es el único puerto natural entre Auckland y Wellington que ofrece un buen refugio en todo tiempo. El puerto de Tauranga emplea actualmente a 165 empleados permanentes y 20 empleados ocasionales, trabajando en una variedad de funciones.